# Tossakorn Boonpen
Tossakorn Boonpen (thailändisch ทศกร บุญเพ็ญ, * 3. November 1997 in Samut Sakhon) ist ein englisch-thailändischer Fußballspieler.

## Karriere
Tossakorn Boonpen erlernte das Fußballspielen in den englischen Jugendmannschaften vom FC Chelsea, FC Fulham, Leicester City, Norwich City, Queens Park Rangers und dem FC Reading. Seinen ersten Vertrag unterschrieb er 2018 in seinem Heimatland bei Army United. Der Verein aus der thailändischen Hauptstadt Bangkok spielte in der zweiten Liga, der Thai League 2. 2019 wechselte er zum Erstligaabsteiger Police Tero FC. Nach einer Saison unterschrieb er Anfang 2020 einen Vertrag beim Zweitligisten Sisaket FC in Sisaket. Am 1. Juli 2020 verpflichtete ihn der Ligakonkurrent Samut Sakhon FC aus Samut Sakhon. Sein Zweitligadebüt gab er am 26. September 2020 im Heimspiel gegen den Nongbua Pitchaya FC. Hier wurde er in der 61. Minute für Apiwich Phulek eingewechselt. Für Samut Sakhon absolvierte er 17 Zweitligaspiele. Am Ende der Saison musste er mit Samut den Weg in die dritte Liga antreten. Nach dem Abstieg verließ er den Verein und schloss sich dem Zweitligisten Customs Ladkrabang United FC aus Samut Prakan an. Für die Customs stand er einmal in der zweiten Liga auf dem Spielfeld. Im Dezember 2021 wurde sein Vertrag aufgelöst. 2022 schloss er sich in Bangkok dem Amateurligisten Primera FC an.